# José Manuel Parada Rodríguez
José Manuel Parada Rodríguez (Monforte de Lemos, 9 de desembre de 1953) és un presentador de televisió espanyol.
Sent encara nen es trasllada amb la seva família a Ponferrada, en la província de Lleó. Després d'estudiar magisteri i periodisme, comença a treballar en el món de la ràdio, primer a Ourense i més tard en Ràdio Miramar de Barcelona. Acabaria treballant per a la Cadena COPE i per Libertad FM presentant un programa propi.
En 1989 s'incorpora a Ràdio Nacional d'Espanya, on presenta l'espai nocturn La radio de las sábanas blancas (1989-1994) i Parada en la 1 (1994-1997).
La seva carrera en televisió ha estat vinculada majoritàriament a Televisió Espanyola. Debuta en 1988 en l'espai musical Contigo, presentat per Pedro Rollán. Després vindrien El salero (1989-1990), Arco de triunfo (1991) —amb Isabel Gemio—, Ay vida mía (1992-1993) —amb Mari Carmen y sus muñecos—, Hale Bopp (1997) —un programa de descobriment de joves talents—, Curso del 99 (1999) i Amigos en la noche (2001) —amb Isabel Pantoja.
En 1991 s'incorpora a l'equip que dirigeix María Teresa Campos a Pasa la vida, el magazín diari a TVE. Quan el 1996, Campos i la major part dels seus col·laboradors fitxen per Telecinco, Parada decideix romandre en la cadena pública.
El 10 de juliol de 1995 van començar les emissions del programa amb el qual més èxit aconseguiria: Cine de barrio, un espai emès la tarda dels dissabtes, —primer a La 2, de juliol a octubre, i des d'octubre de 1995, a La 1— en el qual es programava una pel·lícula espanyola dels anys 1960 o 1970, i es xerrava amb un o diversos dels seus intèrprets —velles glòries del cinema . En el programa l'acompanyava el seu amic Pablo Sebastián, nascut a l'Argentina el 16 de setembre de 1950, que exercia de pianista en el programa. Fins que van acomiadar al pianista i llavors va prendre el piano en els cinc anys següents l'artista Eloisa Martín, pianista i cantant que ja era coneguda pel famós programa Hablando se entiende la gente de Telecinco amb José Luis Coll.
Va fer un petit paper en Hostal Royal Manzanares, al costat de Lina Morgan, interpretant el paper de Stefano.
Al març de 1999 va crear la seva pròpia productora, Sil Producciones S.L., a través de la qual finança el seu propi programa i uns altres, i que comença a facturar a RTVE importants sumes de diners.
Parada va estar al capdavant del programa fins a finals de 2003. Aquest any, després de l'escàndol provocat per l'emissió d'un vídeo gravat per al programa en el qual, en un iot, la folklòrica Marujita Díaz va mostrar un nu integral, RTVE decideix no renovar el seu contracte al·legant l'elevat cost de la productora i és substituït per l'actriu Carmen Sevilla.
En 2007 va tornar a televisió, col·laborant com a col·laborador en el programa d'actualitat Está pasando, que presentaven Emilio Pineda i Lucía Riaño a Telecinco. Després de la cancel·lació d'aquest espai, en 2009 s'uneix a l'equip de María Teresa Campos, en diversos programes en els quals repassaven els moments més importants de la vida de celebritats espanyoles i que des de març de 2010 passa a titular-se ¡Qué tiempo tan feliz!.
En maig de 2010, accepta ser amfitrió del reality Supervivientes —on va romandre nou dies— i al juny de 2010 va fer un cameo en la sèrie La que se avecina de Telecinco. Després de la seva participació a Supervivientes, es va veure embolicat en una polèmica amb els concursants del reality en ser acusat d'haver provocat l'expulsió d'un dels participants i la del torero Óscar Higares en comptar a l'illa que aquest anava a ser el guanyador. En la seva primera aparició en el plató del programa Supervivientes, el presentador, Jesús Vázquez, va haver de tallar l'entrevista pel fet que va treure a la llum un desagradable tema del seu passat causant amb això l'abandó del plató.
L'agost de 2010 fitxa per la cadena rival, Antena 3, per a col·laborar en el programa de crònica social DEC. On es manté fins a la cancel·lació del programa en 2011.
A l'octubre de 2015 reapareix en La 1 d'RTVE, com a convidat de Cine de barrio, gairebé 12 anys després de ser acomiadat del programa, per a ser entrevistat per Concha Velasco, amb motiu del 20è aniversari del programa.
Des del 2012 és col·laborador habitual de l'espai Nuestro cine español de la cadena 13 TV, presentat per Inés Ballester.
Des de 2015 presenta i dirigeix Parada en libertad a Libertad FM.

## Premis
- Antena de Oro 2000: Antena de Oro. Televisió. Per la seva labor al capdavant de Cine de barrio.